# Phillip D. Cagan
Phillip David Cagan (* 30. April 1927 in Seattle, Washington; † 15. Juni 2012 in Palo Alto, Kalifornien) war ein US-amerikanischer Ökonom und Autor. Er war Professor der Wirtschaftswissenschaften an der Columbia University.

## Biographie
In Seattle geboren, zog Cagans Familie bald darauf nach Südkalifornien um. Im Alter von siebzehn Jahren trat Cagan in die Marine ein und kämpfte im Zweiten Weltkrieg. Nach dem Krieg begann er ein College-Studium an der UCLA, das er mit einem Bachelor of Arts 1948 abschloss. Cagan setzte sein Studium an der University of Chicago fort. Den Master of Arts erhielt er 1951, seinen Ph. D. in Wirtschaftswissenschaften 1961. Nach Ende seiner Universitätsausbildung arbeitete er zwei Jahre lang am National Bureau of Economic Research (NBRE) in New York. Anschließend nahm Cagan Lehrtätigkeiten wahr. Er lehrte drei Jahre an der University of Chicago und darauf sieben Jahre an der Brown University. 1966 wurde er Professor der Wirtschaftswissenschaften an der Columbia University. Dort lehrte er, mit einer Unterbrechung von 15 Monaten, während welcher Cagan im Council of Economic Advisors (CEA) in Washington, D.C. tätig war, 30 Jahre lang. Während dieser Zeit arbeitete Cagan außerdem für das American Enterprise Institute (AEI) in Washington.
Cagan verbrachte seine letzten Lebensjahre in Palo Alto, wo er im Alter von 85 Jahren verstarb.

## Wissenschaftlicher Beitrag
Cagans Arbeitsschwerpunkt lag auf Geldpolitik und Inflationskontrolle. Er hat zu diesen und anderen Themen der Makroökonomie eine Vielzahl von Artikeln, Büchern und anderen Schriften verfasst. Zu seinen bekanntesten Veröffentlichungen zählen Determinants and Effects of Changes in the Stock of Money, 1875-1960 eine Arbeit, in der er „causal relationships between changes in money, prices and output“ untersucht. Das Buch, erschienen in der NBER-Reihe, welche auch das von Milton Friedman und Anna J. Schwartz verfasste Werk Monetary History of the United States, 1867-1960 enthält, wurde für seine sorgfältige empirische Arbeit und die Vollständigkeit der Darstellung gelobt. Als wichtigster Beitrag Cagans wird sein in dem von Milton Friedman edierten Band Studies in the Quantity Theory of Money (1956) veröffentlichter Artikel mit dem Titel The Monetary Dynamics of Hyperinflation angesehen.

## Ausgewählte Bibliographie
- Phillip Cagan: Studies in the Quantity Theory of Money. In: Milton Friedman (Hrsg.): The Monetary Dynamics of Hyperinflation. University of Chicago Press, Chicago 1956, ISBN 0-226-26406-8
- Phillip Cagan: Why Do We Use Money in Open Market Operations?. In: The Journal of Political Economy. Band 66, Nr. 1, Februar 1958, S. 34–46, JSTOR:1826947.
- Phillip Cagan: The Demand for Currency Relative to the Total Money Supply. In: The Journal of Political Economy. Band 66, Nr. 4, August 1958, S. 303–328, JSTOR:1827423.
- Phillip Cagan: Determinants and Effects of Changes in the Stock of Money, 1875–1960. Columbia University Press, New York 1965.
- Phillip Cagan: The Non-Neutrality of Money In the Long Run. A Discussion of the Critical Assumptions and Some Evidence. In: Journal of Money, Credit and Banking. Band 1, Nr. 2, Conference on Money and Economic Growth. Mai 1969, S. 207–227, JSTOR:1991271.
- Phillip Cagan: Persistent Inflation: Historical and Policy Essays. Columbia University Press, New York 1979.
- Phillip Cagan: Reflections on Rational Expectations. In: Journal of Money, Credit and Banking. Band 12, Nr. 4, Teil 2: Rational Expectations. November 1980, S. 826–832, JSTOR:1992037.
- Phillip Cagan: The Choice Among Monetary Aggregates as Targets and Guides for Monetary Policy. In: Journal of Money, Credit and Banking. Band 14, Nr. 4, Teil 2: The Conduct of U.S. Monetary Policy. November 1982, S. 661–686, JSTOR:1991555.
- Phillip Cagan: Does Endogeneity of the Money Supply Disprove Monetary Effects on Economic Activity?. In: Journal of Macroeconomics. Band 15, Sommer 1993.
- Phillip Cagan und William G. Dewald: The Conduct of U.S. Monetary Policy. Introduction. In: Journal of Money, Credit and Banking. Band 14, Nr. 4, Teil 2: The Conduct of U.S. Monetary Policy. November 1982, S. 565–574, JSTOR:1991549.
- Phillip Cagan und Arthur Gandolfi: The Lag in Monetary Policy as Implied by the Time Pattern of Monetary Effects on Interest Rates. In: The American Economic Review. Band 59, Nr. 2, Papers and Proceedings of the Eighty-first Annual Meeting of the American Economic Association. Mai 1969, S. 277–284, JSTOR:1823681.
- Phillip Cagan und Anna J. Schwartz: Has the Growth of Money Substitutes Hindered Monetary Policy?. In: Journal of Money, Credit and Banking. Band 7, Nr. 2, Mai 1975, S. 137–159, JSTOR:1991346.
- Phillip Cagan und Anna J. Schwartz: The National Bank Note Puzzle Reinterpreted. In: Journal of Money, Credit and Banking. Band 23, Nr. 3, Teil 1, August 1991, S. 293–307, JSTOR:1992747.